# Marschlinger Hof 12–16 (Quedlinburg)

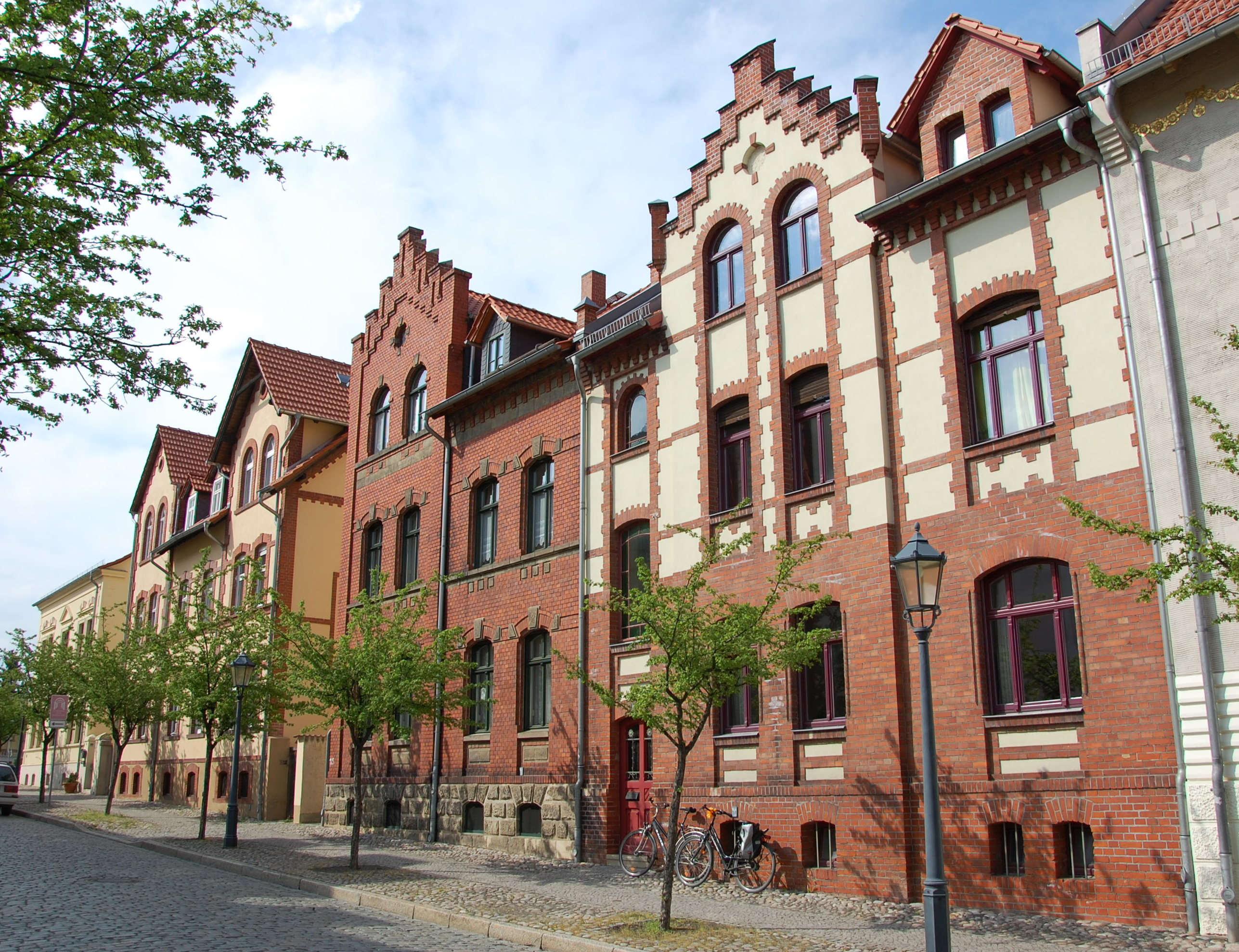
Marschlinger Hof 12–16

Der Marschlinger Hof 12–16 ist eine denkmalgeschützte Straßenzeile in der Stadt Quedlinburg in Sachsen-Anhalt. 
Sie befindet sich westlich der historischen Quedlinburger Altstadt im westlichen Teil der Straße Marschlinger Hof. Die Straßenzeile ist im Quedlinburger Denkmalverzeichnis eingetragen.
Die aus Mietshäusern bestehende Straßenzeile entstand in der Zeit zwischen 1898 und 1903 im Rahmen einer nach Nordwesten ausgerichteten Stadterweiterung Quedlinburgs. Die Fassaden der Häuser sind durch verschiedene Verzierungen und Materialwechsel unterschiedlich gestaltet. Zum Denkmal gehören auch die Pflasterung des Gehwegs und der Straße.